# Ешлі (Міссурі)
Ешлі (англ. Ashley) — переписна місцевість (CDP) в США, в окрузі Пайк штату Міссурі. Населення — 94 особи (2020).

## Географія
Ешлі розташоване за координатами 39°15′12″ пн. ш. 91°13′25″ зх. д. / 39.25333° пн. ш. 91.22361° зх. д. (39.253271, -91.223522).  За даними Бюро перепису населення США в 2010 році переписна місцевість мала площу 3,43 км², з яких 3,41 км² — суходіл та 0,02 км² — водойми.

## Демографія
Згідно з переписом 2010 року, у переписній місцевості мешкало 90 осіб у 35 домогосподарствах у складі 25 родин. Густота населення становила 26 осіб/км².  Було 43 помешкання (13/км²).
Расовий склад населення:
| - 100,0 % — білих |

До двох чи більше рас належало 0,0 %. Частка іспаномовних становила 0,0 % від усіх жителів.
За віковим діапазоном населення розподілялося таким чином: 21,1 % — особи молодші 18 років, 57,8 % — особи у віці 18—64 років, 21,1 % — особи у віці 65 років та старші. Медіана віку мешканця становила 39,3 року. На 100 осіб жіночої статі у переписній місцевості припадало 95,7 чоловіків;  на 100 жінок у віці від 18 років та старших — 91,9 чоловіків також старших 18 років.
Середній дохід на одне домашнє господарство  становив 54 986 доларів США (медіана — 58 750), а середній дохід на одну сім'ю — 69 342 долари (медіана — 66 250). 
Цивільне працевлаштоване населення становило 37 осіб. Основні галузі зайнятості: освіта, охорона здоров'я та соціальна допомога — 27,0 %, роздрібна торгівля — 24,3 %, сільське господарство, лісництво, риболовля — 21,6 %.